# مختار راعی
مختار راعی (زاده ۱۳۲۵ در دهق - درگذشته ۴ فروردین ١٣٩٧ در تهران) سرتیپ نیروی زمینی ارتش جمهوری اسلامی ایران و فرمانده لشکر ٧٧ پیاده خراسان در طی جنگ ایران و عراق بود. فرماندهی مرکز پیاده شیراز، فرماندهی ارشد نظامی منطقه فارس و ریاست آموزش ستاد کل نیروهای مسلح ایران از سوابق نظامی اوست. او فرماندهی گردان و تیپ در لشکر ۹۲ زرهی اهواز را برعهده داشته‌است.

## جنگ ایران و عراق
مختار راعی به همراه علی صیاد شیرازی در ده‌ها عملیات مهم جنگ ایران و عراق از جمله طریق القدس، فتح المبین و بیت المقدس حضور داشته و جانباز شد. او به هنگام حضور در لشکر ۹۲ زرهی در عملیات‌ آزادسازی ارتفاعات الله اکبر (اطراف سوسنگرد) همراه مسعود منفرد نیاکی  شرکت داشته‌است. وی پس از جنگ ایران و عراق و با تصویب فرماندهی کل قوا به درجه سرتیپی رسیده و نشان درجه ٣ فتح را دریافت نمود. همچنین پیکر وی روز چهارم فروردین ماه ١٣٩٧ در ستاد فرماندهی نیروی زمینی ارتش تشییع شد.